# Yangfeng
Yangfeng (kinesiska: 羊凤乡, 羊凤) är en socken i Kina. Den ligger i provinsen Sichuan, i den sydvästra delen av landet, omkring 290 kilometer öster om provinshuvudstaden Chengdu. Antalet invånare är 9 140. Befolkningen består av 4 439 kvinnor och 4 701 män. Barn under 15 år utgör 21,0 %, vuxna 15-64 år 63 %, och äldre över 65 år 14,0 %.
Genomsnittlig årsnederbörd är 1 503 millimeter. Den regnigaste månaden är juli, med i genomsnitt 297 mm nederbörd, och den torraste är december, med 7 mm nederbörd.